# Coleophora wegmarni
Coleophora wegmarni é uma espécie de mariposa do gênero Coleophora pertencente à família Coleophoridae.